# Áll a bál! (Vámpírnaplók)
Az Áll a bál! (Family Ties) a Vámpírnaplók című amerikai sorozat első évadjának negyedik epizódja.

## Epizódismertető
Elena elhívja Stefant az alapítók báljára. Damon és Stefan között egyre nagyobb a feszültség, míg utóbbi még mindig nem tudja, hogy miért jött vissza bátyja a városba. Damon egyre jobban kihasználja Carolint. Az Alapítók Bálján Vicknek ismét csalódnia kell Tylerban, ezért Jeremyhez fordul. Elenában egyre több kérdés merül fel Stefannal kapcsolatban, aki nem tudja megmagyarázni azokat. Bonnie retteg frissen felfedezett képességeitől.

## Zenék
- Union of Knives – Opposite Direction
- Santigold – I'm a Lady
- Carolina Liar – I'm Not Over
- Thievery Corporation – Shadows of Ourselves
- VV Brown – Back in Time
- Sofi Bonde – Fallout
- Glass Pear – Wild Place
- Matt Nathanson – All We Are
- The Submarines – Brightest Hour (Morgan Page Remix)
- Viva Voce – Believer